# Theodoxus anatolicus
Theodoxus anatolicus is een slakkensoort uit de familie van de Neritidae. De wetenschappelijke naam van de soort is voor het eerst geldig gepubliceerd in 1844 door Recluz.